# 2-я Луговая улица (Сестрорецк)
2-я Лугова́я у́лица — улица в городе Сестрорецке Курортного района Санкт-Петербурга. Проходит параллельно 1-й Луговой улице до Ручейной улицы.
Название появилось в начале XX века. Связано с тем, что улица прошла по лугу. Параллельно расположена 1-я Луговая улица.
Первоначально 2-я Луговая проходила от Большой Купальной улицы до Ручейной. Участок возле Большой Купальной был упразднен в 1970-х годах. При этом небольшой отрезок, примыкающий к Большой Купальной, существует по сей день, но далее представляет собой лесную дорогу.

## Перекрёстки
- Большая Купальная улица
- Ручейная улица